# Burg Fronhofen
Die Burg Fronhofen, auch Römerturm genannt, ist ein teilweise erhaltener mittelalterlicher Wohnturm in Fronhofen (Ortsteil von Fronreute) im Landkreis Ravensburg in Baden-Württemberg.
Von der um 1100 erbauten Anlage ist ein rund 18 Meter hoher Stumpf des Turms erhalten.
Das ursprünglich hier ansässige Adelsgeschlecht erscheint erstmals urkundlich 1171 mit Mengoz de Fronhove. Mitglieder des Geschlechts waren Ministeriale der Hohenstaufen und später des Heiligen Römischen Reiches. Die Brüder Eberhard und Berthold von Fronhofen nannten sich schon im Jahre 1209 ministerialis regis. Ein jüngerer Eberhard („frater domini Bertholdi de Fronhoven“) hieß dann ab 1251 Eberhardus de Kunigsegge (nach der gleichnamigen Burg Königsegg) und begründete das bis heute blühende Adelsgeschlecht der Grafen von Königsegg.
Bei den späteren Besitzern handelte es sich um die Ministerialenfamilie von Stuben.